# Thiré
 Thiré  es una población y comuna francesa, en la región de Países del Loira, departamento de Vendée, en el distrito de Fontenay-le-Comte y cantón de Sainte-Hermine.

## Demografía
| 523 | 503 | 448 | 452 | 446 | 418 | 534 | 572 |
| Para los censos de 1962 a 1999 la población legal corresponde a la población sin duplicidades (Fuente: INSEE [Consultar]) |     |     |     |     |     |     |     |

## Administración
| Período                       | Identidad       | Teniente de alcalde | Partido político |
| ----------------------------- | --------------- | ------------------- | ---------------- |
| NC                            | NC              | NC                  | NC               |
| NC - Marzo de 2001            | NC              | NC                  | NC               |
| Marzo de 2001 - Marzo de 2008 | Athanase Maître | André Saurin        | NC               |
| Marzo de 2008 - Marzo de 2014 | Athanase Maître | Laurent Gautier     | NC               |

## Historia
Thiré posee una historia antigua muy rica, desde la época prehistórica en la que ya era habitada. Durante el periodo galo-romano, el poblado cubría seis hectáreas. Después de la conquista germànica, en el siglo VII, tomó el nombre de "Theodericiacum" y se convirtió en el cabeza del distrito.
En el crómlech, se han encontrado sarcófagos carolingios y merovingios. Después de las invasiones normandas, Thiré pierde su estatuto de cabeza de distrito y se hace feudo de Sainte-Hermine y durante la revolución, el padre Morteseigne, sacerdote de Sainte-Hermine, reemplaza al de Thiré, pero será masacrado y enterrado delante del portal de la iglesia.
Hasta el siglo XVIII, Thiré se encontraba en la línea del correo postal que iba de Nantes a La Rochelle y del siglo XVII al XVIII, Thiré tuvo una oficina de dirección donde los peatones venían para retirar su correspondencia. Hoy Thiré es una comuna a vocación agrícola situada sobre las orillas de la Smagne, con más de 15 agricultores que trabajan la tierra comunal.

## Monumentos de interés

### Elcrómlech
La ciudad de Thiré, posee un "crómlech" (un dolmen) que se conoce localmente como "La Pierre-folle" (la piedra loca) porque la parte superior desapareció.

### La fuente
A finales del siglo XVIII, una de las fuentes del pueblo se acondicionó en lavadero. Los habitantes de las comunas de los alrededores se acostumbraron a llevar su colada al lavadero de Thiré. En 1862, queriendo responder a una demanda en constante aumento, se pensó en la construcción de una fuente pública y en 1863, el ayuntamiento confía la edificación de ésta al arquitecto Augusto Garnereau.
La fuente consta de pilares jónicos que soportan frontones redondeados y nichos frontales, en su origen estuvo adornada de una placa de mármol con los nombres de los miembros del ayuntamiento grabados.
Después de haber recibido el trofeo del patrimonio del País en 2002, la fuente es engalanada de una nueva placa de mármol en el curso del año 2003. Realizando pour la empresa "Granit Ouest" de Sainte-Hermine, y es grabada de 202 letras pintadas en rojo. Esta placa menciona su inscripción original : "MDCCCLXIV (1864) bajo la administración de Mr Bailly isidore, mayor del pueblo este monumento fue erigido. Eran miembros del ayuntamiento Mrs Deligné, Granger, Moreau, Brothier, Verger, Patarin, Rouillon, Micou, Vergereau, y Pelletier.

### La iglesia
Construida sobre el emplazamiento de un antiguo culto pagano, la iglesia de Thiré es un edificio rectangular muy simple, con el tiempo, final de la Edad Media, se le añadió un tramo a la nave central, así como una capilla en el sur y las bóvedas se rehicieron. Una escalera a vista permite acceder a un granero de fábrica, en el cual se almacenaban los cereales y los frutos que provenían de los arriendos de tierras pertenecíentes a la iglesia.
El altar está construido en mármol blanco, negro, rojo y ocre, adornado de un medallón central que representa el holocausto del Cordero místico. Su tabernáculo es de madera dorada. El retablo, en caliza policromada, consta de tres estatuas, la de la Virgen, San-Pedro y San-Pablo.

## Restaurantes
Existe un restaurante italiano en el pueblo con un ambiente agradable debido a la simpatía de sus propietarios : el "Kiara Pizza" 

## Personalidades
El director de orquesta William Christie vive en Thiré y posee una preciosa casa con magníficos jardines, de 15 hectáreas, que pueden visitarse gratuitamente de julio a septiembre.